# Джефф Каплан
Джеффрі Каплан (англ. Jeff Kaplan; нар. 4 листопада 1972) — американський дизайнер відеоігор, колишній віцепрезидент Blizzard Entertainment. Він розробив елементи «World of Warcraft» та очолював проєкт «Overwatch».

## Раннє життя
Каплан народився в Нью-Джерсі 4 листопада 1972 року, його дитинство пройшло в Ла-Каньяда-Флінтридж, Каліфорнія. У шкільні роки Каплан був затятим гравцем у відеоігри, особливо його цікавили пригодницькі ігри від Infocom. Однак, не маючи навичок програмування, він ніколи не думав, що зможе зробити кар'єру в індустрії відеоігор. Спочатку він здобув ступінь у галузі кінематографії, а потім з творчого письма в Університеті Південної Каліфорнії. Після стажування як сценариста у студії Universal Pictures він вирішив здобути ступінь магістра творчого письма в Нью-Йоркському університеті. Після цього він працював у рекрутинговому бізнесі батька та паралельно займався творчим письмом, з надією опублікувати свої оповідання. За один рік він отримав понад 170 повідомлень про відмову. До 2000 року він вирішив покинути творчість і проводив свій час за відеоіграми, а також граючись із їхніми редакторами рівнів, зокрема «Duke Nukem 3D» і «Half-Life».

## Кар'єра
Каплан взяв участь у масовій багатокористувацькій онлайн-грі (МБО) «EverQuest». Під своїм онлайн-ніком «Tigole» він приєднався до гільдії «Legacy of Steel» і став відомим гравцем завдяки своїм досягненням і коментарям гри, розміщеними на вебсайті гільдії. Він розказав про свої спроби створення карт, які привернули увагу лідера гільдії Роба Пардо, який на той час був головним дизайнером Blizzard для «Warcraft III». Каплан знав, що деякі члени гільдії працювали в Blizzard, але на той момент він не усвідомлював важливості компанії. Приблизно у 2001 році Пардо запросив Каплана відвідати офіс Blizzard у Лос-Анджелесі, під час якого він познайомився з кількома іншими членами гільдії Blizzard, і вони показали йому ще не оголошений проєкт МБО «World of Warcraft» (WoW), над яким вони працювали. Протягом наступних кількох місяців відбулося кілька подібних зустрічей. Після анонсу «World Warcraft» Пардо запропонував Каплану подати заявку на нову вакансію дизайнера квестів WoW. Каплан зрозумів, що опис вакансії був спеціально розроблений під його досвід, і що його попередній візит до Blizzard був неформальною співбесідою. Каплан подав заявку та був найнятий у Blizzard у травні 2002 року.
Початкова робота Каплана в Blizzard полягала в забезпеченні якості «Warcraft III: Reign of Chaos» за кілька тижнів до виходу гри. Після її релізу він приєднався до команди «WoW» як один із перших двох дизайнерів квестів разом із Петом Неглом і тісно співпрацював із креативним директором гри Крісом Метценом. Робота Каплана була зосереджена на елементах «гравець проти навколишнього середовища»: дизайні квестів і загальній естетиці різних підземель і рейдів. Він описав свою роботу як «посередник» між творчими ідеями Метцена та програмістами та художниками з команди дизайнерів рівнів. Згодом Каплана призначили ігровим дизайнером «WoW» разом із Томом Чілтоном і Дж. Алленом Бреком.
У лютому 2009 року Каплан оголосив, що йде з посади ігрового дизайнера «WoW», отримавши нову пропозицію від Blizzard. Пізніше стало відомо, що він буде працювати над новим проєктом «Titan». Каплан сподівався досягти такого ж успіху, як із попередньою грою, водночас переймаючись через подальший спад популярності «WoW». «Titan» вважався амбітним проєктом, який розробляли як класовий шутер від першої особи, але через тривалий та складний період розробки разом з ігровим процесом, який Каплан назвав «дуже безладним і заплутаним». У вересні 2014 офіційно оголосили про скасування проєкту.
Попри офіційне оголошення про скасування гри «Titan» розробка ігрового процесу припинилася на початку 2013 року. 40-ка членам з команди, зокрема Каплану та Метцену, доручили розробити новий план розвитку проєкту протягом кількох тижнів, інакше їх переведуть в інші підрозділи, як і решту. Каплан і Метцен очолили роботу. Вони використали деякі ігрові та творчі елементи з «Titan» і створили командний шутер «Overwatch». Після схвалення Blizzard призначив Каплана головним режисером гри, а Метцена — креативним директором. «Overwatch» стала надзвичайно успішною для Blizzard. Компанія отримала понад 1 мільярд доларів доходу протягом першого року та залучила понад 35 мільйонів гравців по всьому світу. Скориставшись прикладом колеги з Blizzard і головного директора «Hearthstone», Бена Броуда, Каплан зробив себе публічним представником Blizzard. Він просував і взаємодіяв з фанатами «Overwatch»: регулярно публікував дописи на онлайн-форумах гри, створив кілька відео, які дають уявлення про розвиток «Overwatch» і майбутні оновлення.
У 2017 році Каплан був нагороджений премією Vanguard Award на фестивалі «Веселі та серйозні комп'ютерні ігри», який проходить в іспанському місті Більбао.
20 квітня 2021 року Blizzard оголосила, що Каплан залишає компанію після 19 років співпраці, а Аарон Келлер візьме на себе роль Каплана в нагляді за «Overwatch». Планувалось, що в знак пошани Каплану, в «Overwatch 2» на карті Нью-Йорка з'явиться напис «Jephs Corner Pizza». Однак, через нову політику Blizzard про невикористання посилань на реальних людей у своїх іграх знак було видалено.

## Відеоігри
| рік  | Назва                                     | Роль                            | Примітки  |
| ---- | ----------------------------------------- | ------------------------------- | --------- |
| 2002 | Warcraft III: Reign of Chaos              | дизайнер                        |           |
| 2004 | World of Warcraft                         | дизайнер, геймдизайнер          |           |
| 2007 | World of Warcraft: The Burning Crusade    | дизайнер                        |           |
| 2008 | World of Warcraft: Wrath of the Lich King | дизайнер                        |           |
| 2013 | Titan                                     | дизайнер                        | Скасовано |
| 2016 | Overwatch                                 | головний дизайнер, геймдизайнер |           |